# PAC P-750 XSTOL
PAC P-750 XSTOL — новозеландский многоцелевой самолёт укороченного взлёта и посадки. Разработан и изготовлен в Гамильтоне (Новая Зеландия) компанией Pacific Aerospace Limited в 2001 году.

## Разработка
Разработка самолёта началась в 1999 году. Свой первый полёт самолёт совершил в 2001 году и почти сразу стал эксплуатироваться. Он был разработан на основе PAC Cresco. Получил лётную сертификацию в США в 2004 году. Самолёт представляет из себя низкоплан с неубирающимися шасси. В качестве силовой установки на самолёте установлен один турбовинтовой авиадвигатель Pratt & Whitney PT6A-34, располагающийся в передней части.
В 2008 году производитель заявил, что производство увеличивается. К февралю 2016 года было произведено 100 самолётов.
В марте 2018 года был выпущен обновленный вариант Super-PAC XL с более мощным двигателем Pratt & Whitney Canada PT6A-140A, более низкой массой.
Чтобы увеличить полезную нагрузку, производители стали заменять алюминиевые поверхности управления полетом композитными материалами, устанавливать более лёгкие сиденья.

## Эксплуатация
Самолёт в основном используют гражданские операторы, активно применяется в сфере скайдайвинга. Самолёт можно использовать в частности для грузоперевозок, авиасельхозработ, аэрофотосъёмки. С 2018 года самолёт эксплуатируется вооружёнными силами Папуа — Новой Гвинеи.

## Аварии и катастрофы
По состоянию на 17 января 2020 года, в различных авариях и катастрофах было потеряно 28 самолётов PAC P-750 XSTOL.

## Технические характеристики
Общие характеристики:
- Экипаж: 1

- Вместимость: 9 пассажиров (или 17 парашютистов)

- Длина: 11,11 м

- Размах крыльев: 12,8 м

- Высота: 3,88 м

- Пустой вес: 1633 кг

- Вес брутто: 3402 кг

- Полезная нагрузка: 1985 кг

- Силовая установка: турбовинтовой двигатель 1×Pratt & Whitney PT6A-34, 750 л.с.

- Максимальная скорость: 315 км/ч

- Крейсерская скорость: 259 км/ч

- Скорость сваливания: 107 км/ч

- Дальность полета: 2,183 км

- Максимальная высота полёта: 6096 м